# ГЕС Мілларес ІІ
ГЕС Мілларес ІІ — гідроелектростанція на сході Іспанії. Знаходячись між ГЕС Кортес (вище за течією) та ГЕС Tous входить до каскаду на річці Хукар, яка впадає у Валенсійську затоку Середземного моря.
У 1928—1931 роках річку перекрили греблею Naranjero, яка через 17-кілометровий тунель живила розташовану нижче за течією Хукару ГЕС Juan de Urrutia потужністю 80 МВт. У другій половині 20-го століття найпотужніші ГЕС хукарського каскаду перебудували та підсилили. Внаслідок підвищення рівня водосховища Tous машинний зал станції Juan de Urrutia (Мілларес) підлягав затопленню та був закритий у 1998 році. Замість нього дещо вище за течією спорудили новий машинний зал ГЕС Мілларес ІІ, скоротивши дериваційний тунель до 13 км. Подачу води в нього забезпечує завершена у 1989 році нова арково-гравітаційна гребля Naranjero висотою 84 метри та довжиною 191 метр, на спорудження якої пішло 310 тис. м3 матеріалу. Вона утримує витягнуте по долині річки на понад 18 км водосховище площею поверхні 1,25 км2 та об'ємом 26 млн м3.
Дериваційний тунель виводить до створеного на висотах правого берегу Хукару верхнього балансуючого резервуару об'ємом 70 тис. м3. Звідси через напірні водоводи ресурс подається до розташованого внизу машинного залу, при цьому створюється напір у 123 метри (проти 150 у закритої ГЕС Juan de Urrutia).
Машинний зал споруджено у підземному виконанні та обладнано двома турбінами потужністю по 34 МВт, які забезпечують виробництво 156 млн кВт-год електроенергії на рік.
Зв'язок з енергосистемою відбувається по ЛЕП, що працює під напругою 138 кВ.